# Tyrannochthonius similidentatus
Espèce
Tyrannochthonius similidentatus est une espèce de pseudoscorpions de la famille des Chthoniidae.

## Distribution
Cette espèce est endémique de l'archipel Ogasawara au Japon. Elle se rencontre sur Haha-jima.

## Description
Le mâle holotype mesure 1,05 mm.

## Publication originale
- Sato, 1984 : Pseudoscorpions from the Ogasawara Islands. Proceedings of the Japanese Society of Systematic Zoology, no 28, p. 49-56 (texte intégral).